# Kabinett Cerén
Das Kabinett Cerén bildete vom 1. Juni 2014 bis zum 1. Juni 2019 die Regierung von El Salvador. 

## Kabinettsmitglieder
| Amt                                                        | Amtsinhaber | Amtsinhaber                       |
| ---------------------------------------------------------- | ----------- | --------------------------------- |
| Präsident                                                  |             | Salvador Sánchez Cerén            |
| Vizepräsident                                              |             | Óscar Ortiz                       |
| Kabinettsminister                                          |             | Ramon Aristides Valencia Arana    |
| Minister für Landwirtschaft und Viehzucht                  |             | Orestes Fredesman Ortez Andrade   |
| Minister der Verteidigung                                  |             | David Munguía Payés               |
| Ministerin für Wirtschaft                                  |             | Luz Estrella Rodríguez            |
| Minister für Bildung                                       |             | Carlos Canjura                    |
| Ministerin für Umwelt und natürliche Ressourcen            |             | Lina Dolores Pohl Alfaro          |
| Minister der Finanzen                                      |             | Nelson Fuentes                    |
| Minister für Auslandsbeziehungen                           |             | Carlos Castaneda                  |
| Ministerin für Gesundheit und Soziales                     |             | Violeta Menjívar                  |
| Minister für Justiz und öffentliche Sicherheit             |             | Mauricio Ramirez Landaverde       |
| Ministerin für Arbeit und Soziales                         |             | Sandra Eribel Guevara Perez       |
| Minister für öffentliche Arbeit                            |             | Eliud Ulises Ayala Zamora         |
| Minister für Tourismus                                     |             | José Napoléon Duarte Durán        |
| Generalstaatsanwalt                                        |             | Douglas Meléndez Ruíz             |
| Präsident der Zentralbank                                  |             | Oscar Cabrera Melgar              |
| Botschafterin in den USA                                   |             | Claudia Ivette Canjura de Centeno |
| Ständiger Vertreter bei den Vereinten Nationen in New York |             | Ruben Escalante                   |